# NGC 5672
NGC 5672 is een spiraalvormig sterrenstelsel in het sterrenbeeld Ossenhoeder. Het hemelobject werd op 13 maart 1785 ontdekt door de Duits-Britse astronoom William Herschel.

## Struve 1855 (Σ 1855)
Het stelsel NGC 5672 bevindt zich, vanaf de aarde gezien, schijnbaar net ten oostnoordoosten van de dubbelster Struve 1855 (Σ 1855, ook gecatalogiseerd als HD 127737 door Henry Draper). Amateurastronomen kunnen Σ 1855 aanwenden als gidsobject om het stelsel NGC 5672 op te sporen.
NGC 5672 en Σ 1855 bevinden zich iets meer dan 1 graad ten noorden van het opvallende sterrenkoppel Rho Bootis (ρ Bootis / Hamalain Prima) en Sigma Bootis (σ Bootis / Hamalain Secunda). Beide sterren, die elk dubbelsterren zijn, kunnen gemakkelijk met behulp van kleine veldkijkers worden opgespoord.

## Synoniemen
- IC 1030
- UGC 9354
- MCG 5-34-68
- ZWG 163.77
- IRAS 14305+3153
- PGC 51964